# Peine del Viento

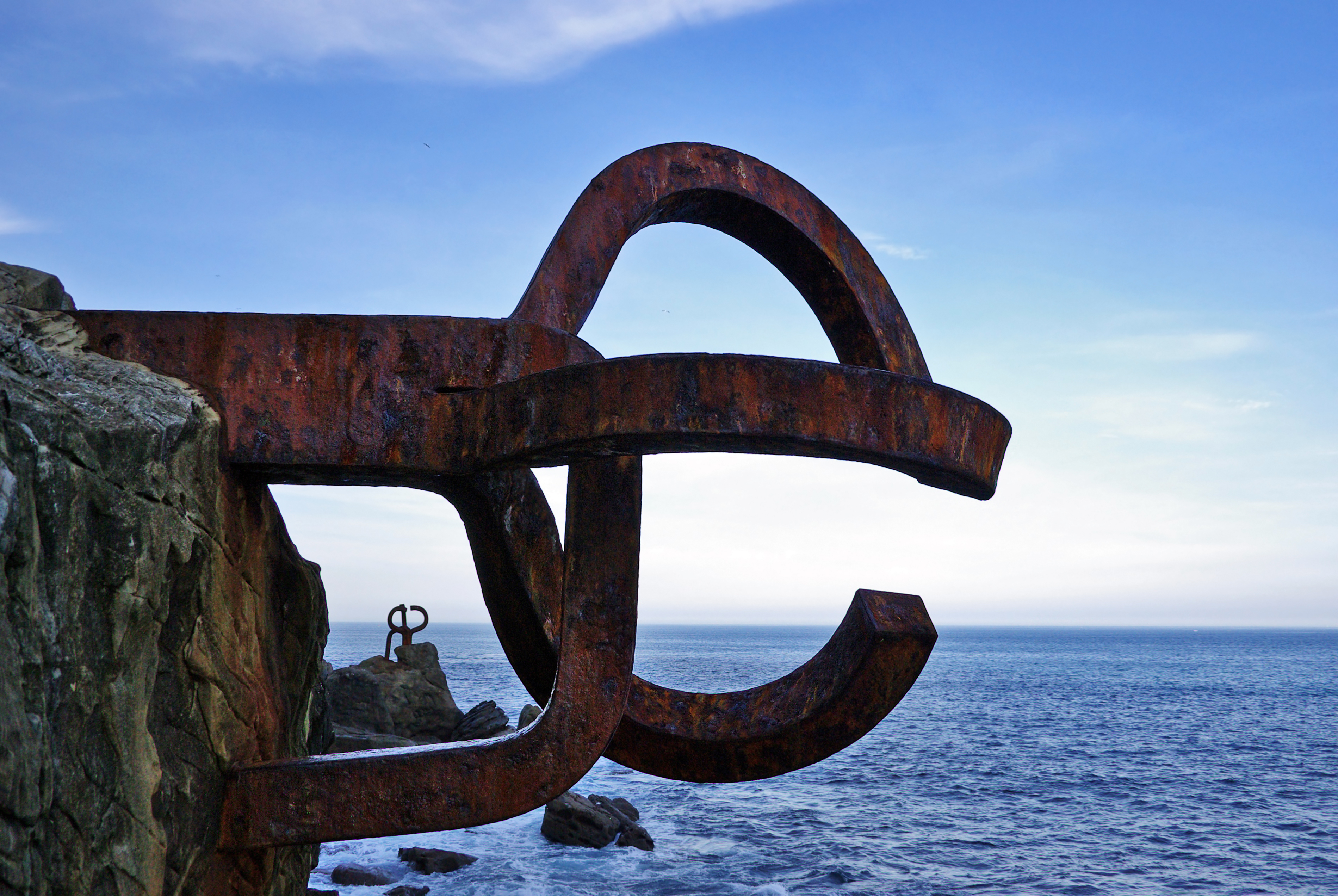

Der Peine del Viento XV (spanisch für ‚Windkamm XV‘, auf Baskisch Haizearen Orrazia), auch Peine del Viento oder El Peine del Viento genannt, fälschlicherweise auch im Plural Peine de los Vientos, ist ein Ensemble von Skulpturen von Eduardo Chillida auf Basis der architektonischen Arbeit des baskischen Architekten Luis Peña Ganchegui. Dieses Werk zählt zu seinen wichtigsten und bekanntesten.
Die drei Stahl-Skulpturen sind am westlichen Ende der Bucht La Concha in San Sebastián in die Felsen über dem Wasser eingelassen und werden von höheren Wellen sogar umspült.

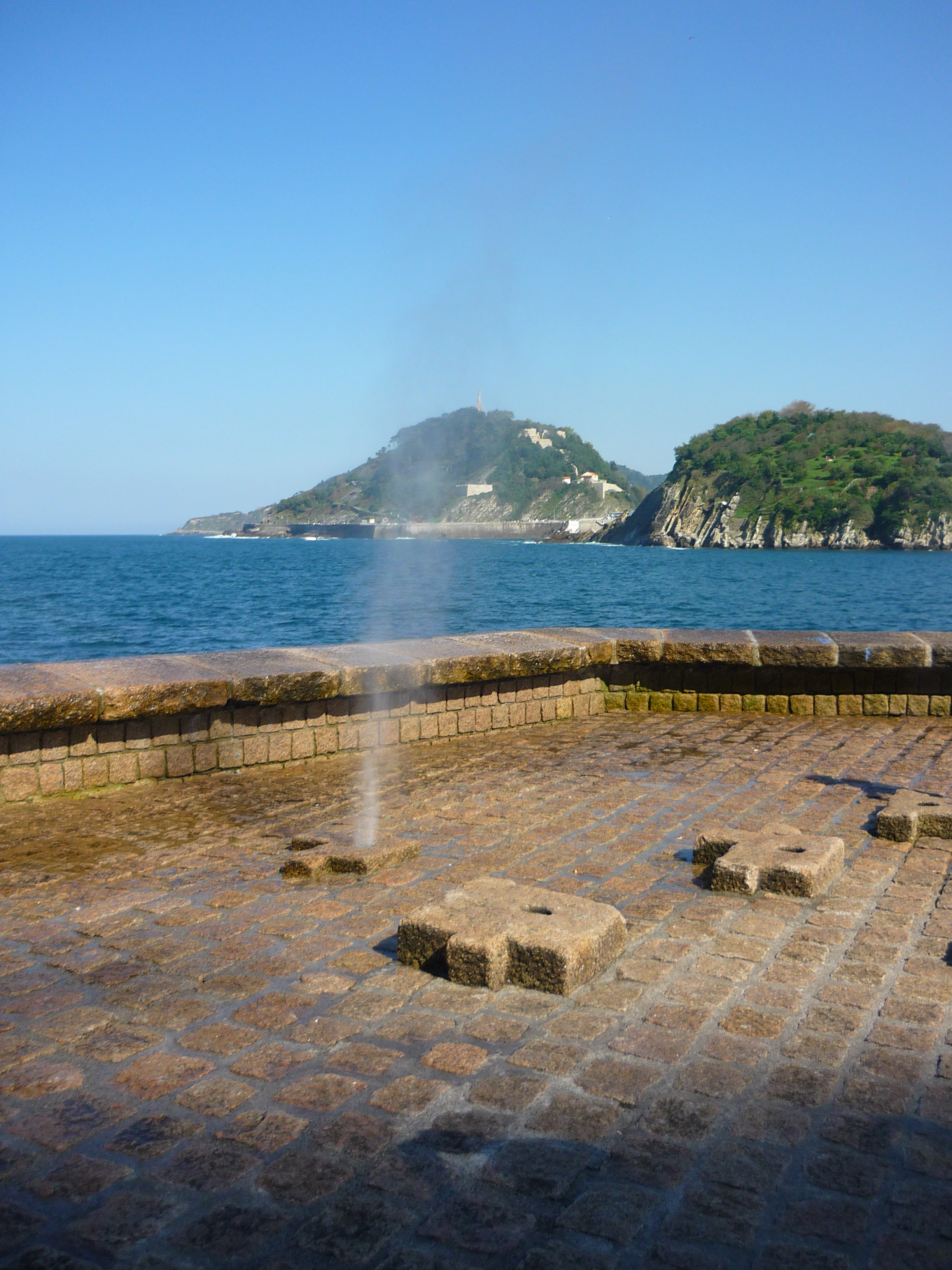

Die drei jeweils zehn Tonnen schweren Teile wurden mit Hubschraubern angeflogen. Vor Ort wurden Schienen über das Wasser gebaut, auf denen die „Kämme“ an die richtige Position gebracht und verankert wurden. 1977 wurde das Werk vollendet. In der Nähe der Skulpturen befinden sich Löcher im Boden, durch die bei jeder auf die Küste treffenden Welle ein Luft- oder Wasserstoß gelangt.